# Porsche Carrera Cup France 2021
Navigation
2020 2022
La Porsche Carrera Cup France 2021 est la 35e édition de cette catégorie monotype.

## Engagés
| No. | Équipe                | Pilote                   | Classe |
| --- | --------------------- | ------------------------ | ------ |
|     | Martinet By Alméras   | Alessandro Ghiretti      |        |
|     | Martinet By Alméras   | Dorian Boccolacci        |        |
|     | Martinet By Alméras   | Christophe Lapierre      |        |
|     | Martinet By Alméras   | Ugo Gazil                |        |
|     | Martinet By Alméras   | Victor Weyrich           |        |
|     | BWT Lechner Racing    | Jean-Baptiste Simmenauer |        |
|     | BWT Lechner Racing    | Nicolas Misslin          |        |
|     | CLRT                  | Marvin Klein             |        |
|     | CLRT                  | Henry Hassid             |        |
|     | CLRT                  | Franck Leherpeur         |        |
|     | CLRT                  | François Lansard         |        |
|     | CLRT                  | Tugdual Rabreau          |        |
|     | CLRT                  | Evan Spenle              |        |
|     | ABM                   | Milan Petelet            |        |
|     | ABM                   | Victor Blugeon           |        |
|     | IMSA Performance      | Maxence Maurice          |        |
|     | YDEO Compétition      | Thomas Fretin            |        |
|     | YDEO Compétition      | Benoit Fretin            |        |
|     | Spark Motorsport Team | Arthur Mathieu           |        |